# Вайтакере
Вайтакере (англ. Waitakere City) — передмістя Великого Окленда, частина його міської агломерації. Раніше (до 1 листопада 2010 року) — окреме місто і муніципалітет у Новій Зеландії.
Оціночна чисельність населення станом на червень 2011 року — 208 100 чоловік.
У Вайтакере базується футбольна команда «Вайтакере Юнайтед», дворазовий чемпіон Ліги чемпіонів ОФК.

## Міста-побратими
- Гантінгтон-Біч, США
- Какоґава, Японія
- Нінбо, Китай
- Голуей, Ірландія
- Амрітсар, Індія